# Vetenskapsåret 1859

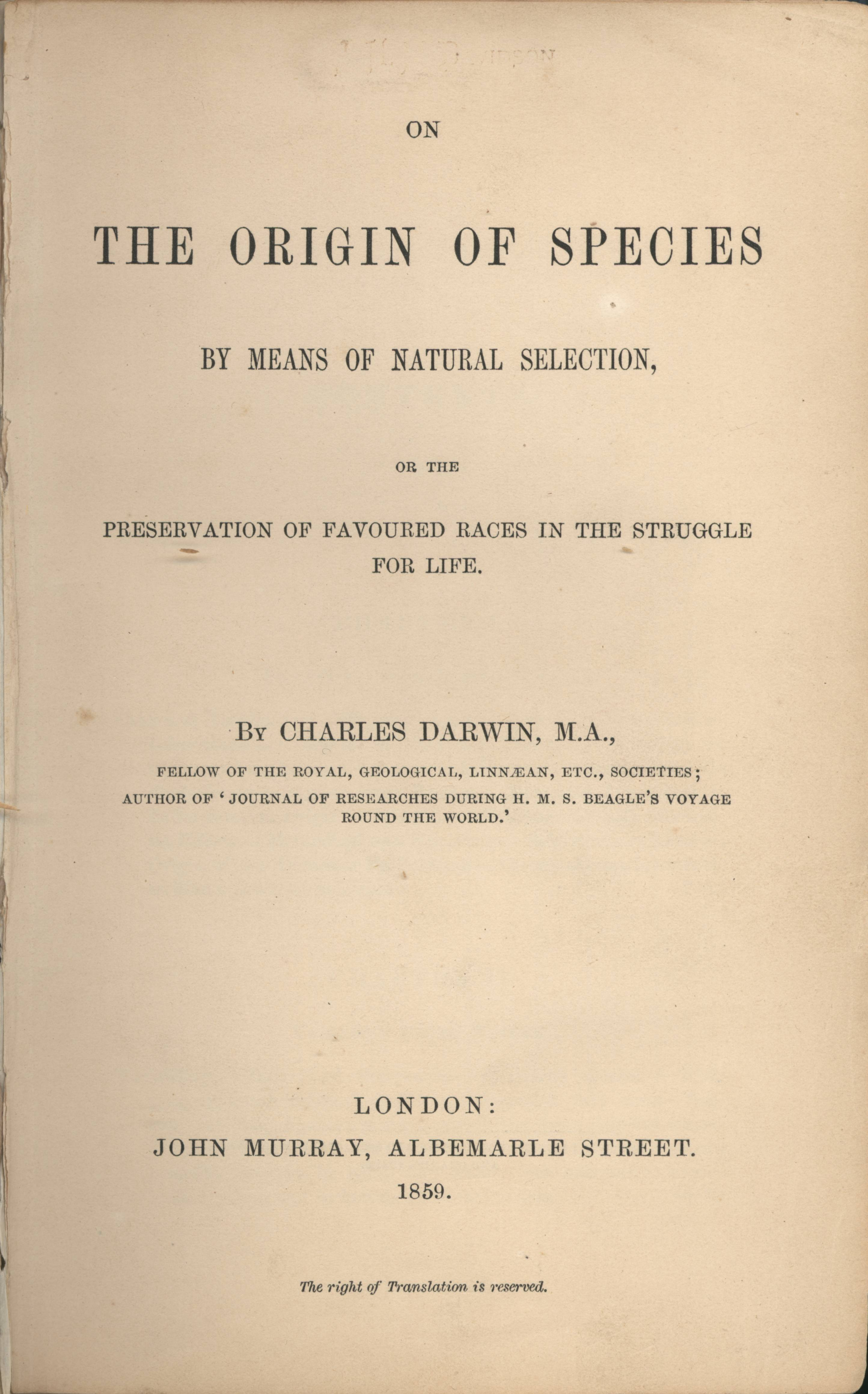
Framsidan till 1859 års utgåva av On the Origin of Species.

## Händelser

### Astronomi
- 28 augusti-2 september - En stor solstorm får norrskenet att bli synbart ända borta på Kuba och slår ut telegrafkommunikationerna. Den kallas också "Carringtonhändelsen", då Richard Carrington blir först att observera så kallad "solar flares" under storm. Det är också den första nedtecknade större solstormen.[1]

### Biologi
- 24 november - Charles Darwin publicerar On the Origin of Species ("Om arternas uppkomst").
- Okänt datum - Isidore Geoffroy Saint-Hilaire myntar, i andra volymen av Histoire naturelle générale des Règnes organiques, begreppet etologi.[2]
- Okänt datum - Rudolf Virchow publicerar Vorlesungen über Cellularpathologie in ihrer Begründung auf physiologischer und pathologischer Gewebelehre, en större bok om cellulär patologi.[3]

## Pristagare
- Copleymedaljen: Wilhelm Weber, tysk fysiker
- Wollastonmedaljen: Charles Darwin, brittisk biolog, zoolog. geolog och teolog [4]

## Avlidna
- 5 maj - Peter Gustav Lejeune Dirichlet (född 1805), tysk matematiker.
- 6 maj - Alexander von Humboldt (född 1769), tysk biolog och upptäcktsresande.
- 8 juli – Charlotte von Siebold (född 1788), tysk gynekolog.
- 10 september - Thomas Nuttall (född 1786), brittisk biolog.
- 15 september - Isambard Kingdom Brunel (född 1806), engelsk ingenjör.

### Fotnoter
1. ↑  Plait, Philip C. (2008). Death from the Skies! – these are the ways the world will end. New York: Viking Penguin. ISBN 978-0670019977
2. ↑  Oxford English Dictionary
3. ↑  Mall:Cite Americana
4. ↑  ”Geological Society”. Arkiverad från originalet den 5 juni 2011. https://web.archive.org/web/20110605102217/http://www.geolsoc.org.uk/gsl/society/history/page750.html. Läst 13 april 2011.